# Tóth Zoltán (államtitkár)
Tóth Zoltán (1952. szeptember 16. –) közigazgatási szakember. A választási eljárások, a törvényességi ellenőrzés és a népesség-nyilvántartás területén szerezte közigazgatási tapasztalatait.

## Életútja
Felsőfokú tanulmányait az Eötvös Loránd Tudományegyetem Állam- és Jogtudományi Karán végezte 1972 és 1977 között. 1977-től 1980-ig a Társadalomtudományi Intézetben dolgozott mint tudományos segédmunkatárs, majd újabb három évre (1980–1983) Budapest Főváros Tanácsának alkalmazásában állt, feladata a helyi tanácsok törvényességi felügyelete volt. 1983-tól 1988-ig a Minisztertanács Tanácsi Hivatalának munkatársaként törvény-előkészítéssel és választások előkészítésével foglalkozott.[forrás?]
1989-ben mint az MSZMP-kormányzat választási szakértője részt vett a Nemzeti Kerekasztal tárgyalásain.,  1990-től 1999-ig a Belügyminisztérium alá tartozó Országos Választási Iroda vezetője volt. Ezzel párhuzamosan, 1995-től 1998-ig a Központi Nyilvántartó és Választási Hivatal vezetőjeként is tevékenykedett. 1997-ben a Horn-kormányban informatikai és távközlési miniszteri biztosi feladatokat látott el, az első Orbán-kormány idején, 1998–1999-ben pedig a belügyminisztérium informatikai és távközlési helyettes államtitkára volt. Időközben, 1998-ban sikeresen letette közigazgatási szakvizsgáját.[forrás?]
1999-től 2002-ig az Alkotmánybíróság főtanácsadójaként tevékenykedett, majd 2002-től 2004-ig az akkor alakult Medgyessy-kormány belügyi tárcájának közigazgatási államtitkára volt. 2005-től 2010-ig az MTA Számítástechnikai és Automatizálási Kutatóintézet (SZTAKI) osztályvezetője, az Elektronikus Kormányzati Módszertani Központ vezetője volt.[forrás?]
Pályája során oktatói tevékenységet is végzett. 1996-tól 1998-ig a győri Széchenyi István Főiskola előadója volt választási rendszerek tárgykörben[forrás?], 1998-tól 2014-ig ugyanezen tantárgy vezető tanáraként oktatott az ELTE politológiai tanszékén. 2004-től 2006-ig a Budapesti Corvinus Egyetem államigazgatási karán az e-demokrácia, 2005-től 2007-ig a Nyíregyházi Főiskolán a választási eljárás tantárgy óraadó tanára volt.[forrás?]
Vezetője volt az Európai Választási Szakértők Egyesületének, posztjáról 2011-ben mondott le.
A 2018-as országgyűlési választáson a Demokratikus Koalíció képviselő-jelöltjeként indult a budakeszi székhelyű Pest megyei 2. számú választókörzetben, de még a választás előtti hetekben visszalépett az LMP színeiben induló Szél Bernadett javára.

## Munkássága
Köztisztviselői pályafutását a legalacsonyabb ügyintézői beosztásban kezdte, minden államigazgatási lépcsőfokot megjárt és 30 év után közigazgatási államtitkárként fejezte be. Közigazgatási gyakorlatát a törvényességi ellenőrzés, a választás, a népesség-nyilvántartás területén szerezte. Törvényelőkészítő tevékenysége 10 törvénnyel és több tucat kormány rendelet kodifikációjával kapcsolatos. Speciális területe az országos adatbázisokhoz kapcsolódó számítógépes hálózatok szervezése és szabályozása. Választási szakértőként  5 kontinensen 30 országban tevékenykedett.

### Társadalmi munka
- Európai Választási Szakértők Egyesületének főtitkára 1991–2011
- Jegyző és Közigazgatás szaklap főszerkesztője 1999 óta

## Kitüntetések
- 1990 Aranycsillag Érdemrend, az első szabad választások előkészítéséért és lebonyolításáért
- 2006 Magyar Köztársasági Érdemrend tisztikeresztje, a 28 éves közigazgatási pályafutásért
- 2019 Radnóti Miklós antirasszista díj

## Kutatási terület
- választás
- közigazgatási szervezet működése
- elektronikus kormányzat
- térfelügyeleti rendszerek

## Oktatott tárgyak
- Választás és választási eljárás
- államigazgatási rendszer működése
- önkormányzati rendszer működése[8]

## Családja
Nős, két gyermek édesapja, (2013-ban) négy unokával.